# Jerry Uelsmann

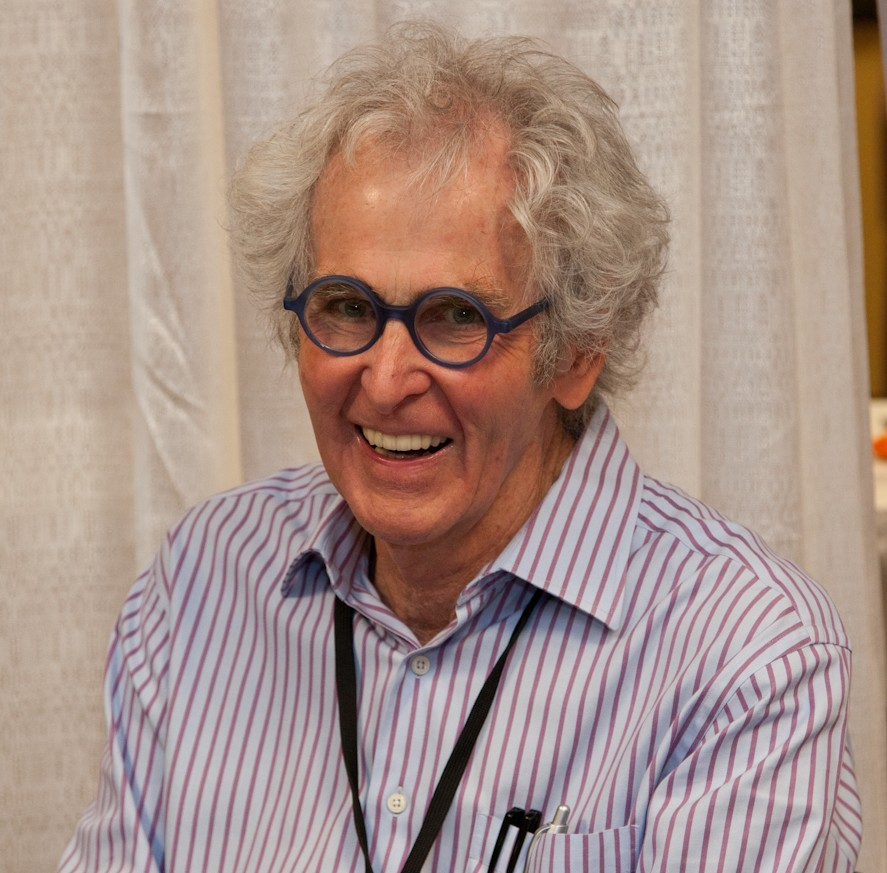
Jerry Uelsmann

Jerry Norman Uelsmann (* 11. Juni 1934 in Detroit, Michigan; † 4. April 2022 in Gainesville, Florida) war ein US-amerikanischer Fotograf. Er wurde durch surreale Fotomontagen bekannt, die auf der Grundlage eigener Negative mit Hilfe von Mehrfachbelichtungen in der Dunkelkammer entstanden, lange bevor dies mit digitaler Bildbearbeitung möglich war.

## Leben
Jerry Uelsmann studierte von 1953 bis 1957 am Rochester Institute of Technology bei Minor White und Ralph Hattersley Fotografie und von 1958 bis 1960 an der Indiana University bei Henry Holmes Smith audiovisuelle Kommunikation. Nach dem Abschluss als Master of Fine Arts begann er an der University of Florida Fotografie zu unterrichten. Die ersten Einzelausstellungen seiner Werke fanden 1963 im Jacksonville Art Museum Florida und 1967 im Museum of Modern Art statt.

## Technik
Das Verfahren der Mehrfachbelichtung wurde seit 1850 von Oscar Rejlander und
Henry Peach Robinson verwendet. Uelsmann entwickelte es weiter, indem er für jedes Negativ, aus dem sich das endgültige Bild zusammensetzt, ein eigenes Vergrößerungsgerät benutzt.

## Veröffentlichungen
- Jerry N. Uelsmann. Aperture, 1970. ISBN 0-912334-15-0.
- Jerry Uelsmann: Silver Meditations. Morgan and Morgan, 1975, ISBN 0-87100-087-3.
- Process and Perception. University of Florida Press, 1985, ISBN 0-8130-0830-1.
- Photo Synthesis. University of Florida Press, 1992, ISBN 0-8130-1160-4.
- Uelsmann Untitled: A Retrospective.  University of Florida Press, 2014, ISBN 0-8130-4949-0.